# 社会保険庁 (琉球政府)
社会保険庁（しゃかいほけんちょう）とは、琉球政府厚生局の外局で、各種社会保険事業の運営を目的として1965年に設置された。当初は「保険庁」という名称だった（1966年に改称される）。那覇市・コザ市・名護市・平良市・石垣市に社会保険事務所を設置した。
所掌事務は本土の社会保険庁と同じであるが、本土の社会保険庁の管轄外である「労働者災害補償保険」「雇用保険」「公務員共済」も所管した。
1970年に返還が正式に決まったため、「労働者災害補償保険」「雇用保険」「公務員共済」を総務局や労働局に移管し復帰に備えた。本土復帰後は、本土の社会保険庁に継承された。